# Again and Again (Basto!)
Again and Again is een single van de Belgische DJ Basto! (Jef Martens). Het nummer is uitgekomen op 17 oktober 2011 bij Spinnin' Records.

## Tracklist
| Nr. | Titel                          | Duur |
| --- | ------------------------------ | ---- |
| 1.  | Again and Again (Radio Edit)   | 3:01 |
| 2.  | Again and Again (Extended Mix) | 5:07 |

## Hitlijsten

### Nederlandse Top 40
| Hitnotering: 05-11-2011 t/m 04-02-2012 | Hitnotering: 05-11-2011 t/m 04-02-2012 | Hitnotering: 05-11-2011 t/m 04-02-2012 | Hitnotering: 05-11-2011 t/m 04-02-2012 | Hitnotering: 05-11-2011 t/m 04-02-2012 | Hitnotering: 05-11-2011 t/m 04-02-2012 | Hitnotering: 05-11-2011 t/m 04-02-2012 | Hitnotering: 05-11-2011 t/m 04-02-2012 | Hitnotering: 05-11-2011 t/m 04-02-2012 | Hitnotering: 05-11-2011 t/m 04-02-2012 | Hitnotering: 05-11-2011 t/m 04-02-2012 | Hitnotering: 05-11-2011 t/m 04-02-2012 | Hitnotering: 05-11-2011 t/m 04-02-2012 | Hitnotering: 05-11-2011 t/m 04-02-2012 | Hitnotering: 05-11-2011 t/m 04-02-2012 | Hitnotering: 05-11-2011 t/m 04-02-2012 |
| Week:                                  | 1                                      | 2                                      | 3                                      | 4                                      | 5                                      | 6                                      | 7                                      | 8                                      | 9                                      | 10                                     | 11                                     | 12                                     | 13                                     | 14                                     |                                        |
| -------------------------------------- | -------------------------------------- | -------------------------------------- | -------------------------------------- | -------------------------------------- | -------------------------------------- | -------------------------------------- | -------------------------------------- | -------------------------------------- | -------------------------------------- | -------------------------------------- | -------------------------------------- | -------------------------------------- | -------------------------------------- | -------------------------------------- | -------------------------------------- |
| Positie:                               | 34                                     | 31                                     | 32                                     | 28                                     | 24                                     | 19                                     | 16                                     | 16                                     | 16                                     | 19                                     | 22                                     | 30                                     | 30                                     | 35                                     | uit                                    |

### NederlandseSingle Top 100
| Hitnotering: 29-10-2011 t/m | Hitnotering: 29-10-2011 t/m | Hitnotering: 29-10-2011 t/m | Hitnotering: 29-10-2011 t/m | Hitnotering: 29-10-2011 t/m | Hitnotering: 29-10-2011 t/m | Hitnotering: 29-10-2011 t/m | Hitnotering: 29-10-2011 t/m | Hitnotering: 29-10-2011 t/m | Hitnotering: 29-10-2011 t/m | Hitnotering: 29-10-2011 t/m | Hitnotering: 29-10-2011 t/m | Hitnotering: 29-10-2011 t/m | Hitnotering: 29-10-2011 t/m | Hitnotering: 29-10-2011 t/m | Hitnotering: 29-10-2011 t/m | Hitnotering: 29-10-2011 t/m | Hitnotering: 29-10-2011 t/m | Hitnotering: 29-10-2011 t/m | Hitnotering: 29-10-2011 t/m | Hitnotering: 29-10-2011 t/m |
| Week:                       | 1                           | 2                           | 3                           | 4                           | 5                           | 6                           | 7                           | 8                           | 9                           | 10                          | 11                          | 12                          | 13                          | 14                          | 15                          | 16                          | 17                          | 18                          | 19                          | 20                          |
| --------------------------- | --------------------------- | --------------------------- | --------------------------- | --------------------------- | --------------------------- | --------------------------- | --------------------------- | --------------------------- | --------------------------- | --------------------------- | --------------------------- | --------------------------- | --------------------------- | --------------------------- | --------------------------- | --------------------------- | --------------------------- | --------------------------- | --------------------------- | --------------------------- |
| Positie:                    | 49                          | 67                          | 55                          | 56                          | 63                          | 55                          | 62                          | 67                          | 63                          | 48                          | 48                          | 58                          | 53                          | 42                          | 42                          | 63                          | 83                          | 66                          | 91                          |                             |